# کاسیو اف-۹۱دبلیو
کاسیو اف-۹۱دبلیو (به انگلیسی:Casio F-91W) یک ساعت مچی دیجیتال است که توسط شرکت صنایع الکترونیک ژاپنی کاسیو ساخته می‌شود. این ساعت در سال ۱۹۸۹ میلادی و به عنوان جانشینی برای مدل F-87W معرفی شد. این ساعت به دلیل قیمت پایین و عمر باتری طولانی خود محبوبیت زیادی دارد. تا سال ۲۰۱۱ میلادی تولید سالانه این ساعت به میزان ۳ میلیون واحد رسیده‌است. استفاده فراگیر از این ساعت در ساخت تایمر برای بمب‌های تروریستی، مقامات امنیتی ایالات‌ متحده را بر آن داشت که استفاده از این ساعت‌ و مدل‌های مشابه با این ساعت را از «نشانه‌های افراد عضو القاعده» بدانند.

## مشخصات فنی

### طراحی
ابعاد بدنه F-91W که توسط «Ryusuke Moriai» به عنوان اولین طرح او برای کاسیو طراحی شد، ۳۷٫۵ در ۳۴٫۵ در ۸٫۵ میلیمتر (۱٫۴۸ در ۱٫۳۶ در ۰٫۳۳ اینچ) است. این بدنه عمدتاً از رزین ساخته شده‌است، با یک قاب پشتی از جنس فولاد ضدزنگ و ۳ دکمه. شماره ماژول سازنده ۵۹۳، نیز بر روی قاب پشتی نیز دیده می‌شود. ابعاد بند رزین ۱۸ میلیمتر (۰٫۷۱ اینچ) و ۲۲ میلی‌متر در عریض‌ترین قسمت آن است. وزن کل این ساعت ۲۱ گرم (۰٫۷۴ اونس) می‌باشد.

### امکانات
F-91W یک کرونوگراف است که دارای یک کرونومتر ۱⁄۱۰۰ ثانیه‌ای با شمارش تا ۵۹:۵۹٫۹۹ (نزدیک به یک ساعت) می‌باشد. کرونومتر این ساعت همچنین دارای قابلیت علامت گذاری زمان خالص و تقسیم (lap) است. سایر ویژگی‌ها عبارتند از یک بلندگوی پیزوالکتریک (برای صدای ساعت) و یک زنگ هشدار روزانه به مدت ۲۰ ثانیه و یک تقویم سالانه که از آنجایی که این ساعت سال را ثبت نمی‌کند در آن تنظیم سال‌های کبیسه‌ای پشتیبانی نمی‌شود. در این ساعت فوریه همیشه ۲۸ روز حساب می‌شود. این ساعت از یک نور پس‌زمینه LED کم‌نور و سبز در سمت چپ نمایشگر برای روشنایی استفاده می‌کند (در نسخه‌های اولیه نور آن کهربایی بود). طبق برآوردهای سازنده، دقت این ساعت ۳۰± ثانیه در ماه گزارش شده‌است.
موتور کوارتزی این ساعت، که ماژول ۵۹۳ نامگذاری شده‌است، توسط یک باتری لیتیومی ۳ ولتی CR2016 تغذیه می‌شود.

### مقاومت در برابر آب
در صفحه جلویی ساعت با علامت «Water Resist» مشخص شده‌است، اما کاسیو مقادیر متفاوتی از مقاومت در برابر آب را برای انواع مختلف این ساعت گزارش می‌دهد. نسخه سیاه (F91W-1) تا ۳۰ متر یا ۳ بار" (یعنی ۱۰۰ فوت / 44 psi)، که معنای استاندارد ISO آن «مناسب برای استفاده روزمره. مقاوم در برابر پاشش آب / باران است و برای دوش گرفتن، حمام کردن، شنا کردن، غواصی، کارهای مرتبط با آب و ماهیگیری مناسب نیست.» می‌باشد.

## طرز استفاده

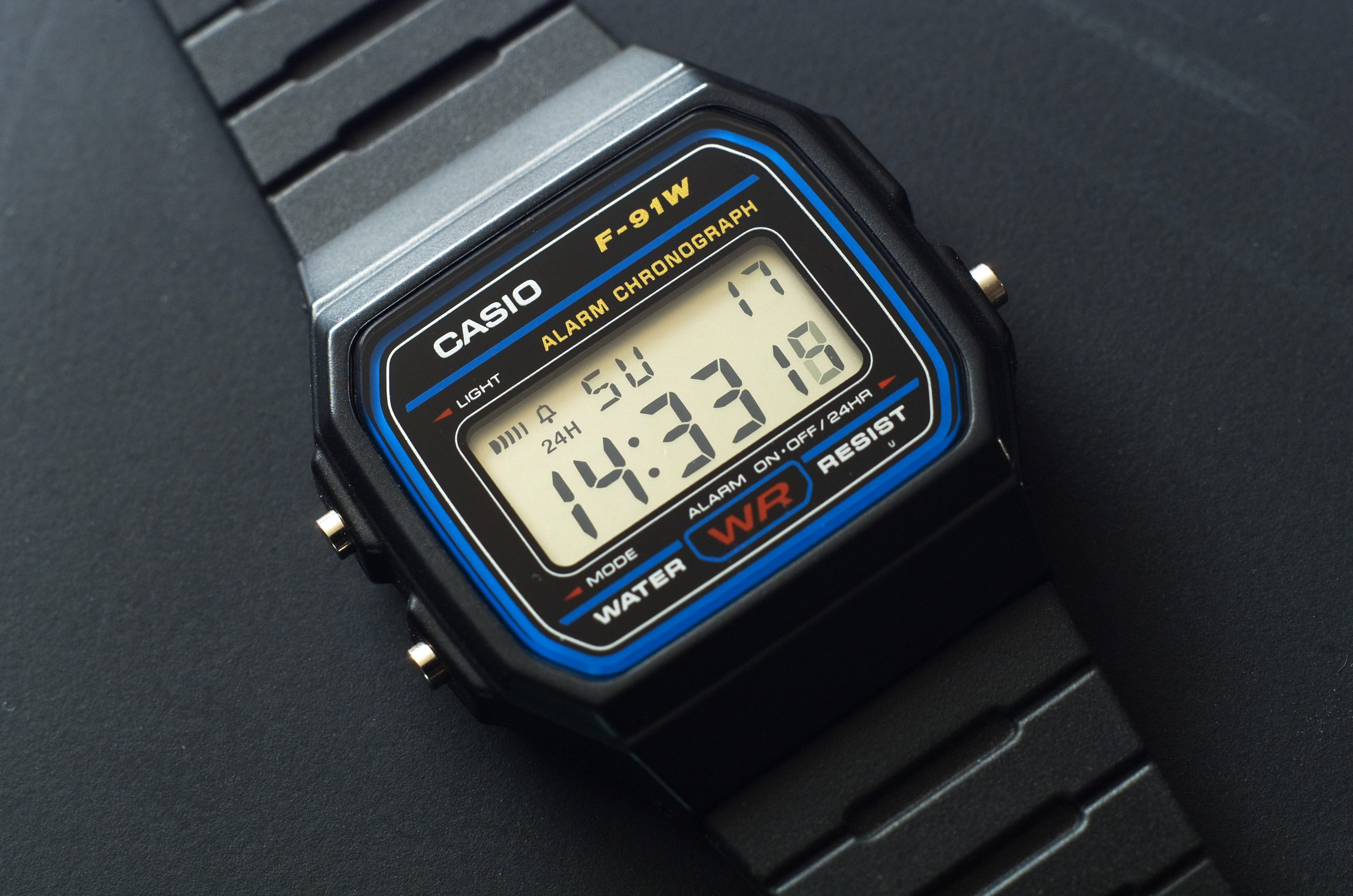
Casio F-91W، در حالت زمان‌سنجی منظم و با استفاده از گزینه نمایش ۲۴ ساعته. ساعت در حال حاضر برای به صدا درآوردن بیپ ساعت و زنگ هشدار (آلارم) ساعت تنظیم شده‌است.

این ساعت توسط سه دکمه کناری کنترل می‌شود.
- دکمه سمت چپ بالا، با برچسب «Light»، چراغ را روشن می‌کند، زنگ هشدار را لغو می‌کند، کرونومتر را بازنشانی می‌کند یا زمان تقسیم زمانی (lap) را علامت گذاری می‌کند و برای انتخاب تنظیمات استفاده می‌شود.
- دکمه پایین سمت چپ، با برچسب «Mode»، حالت‌های ساعت را تغییر می‌دهد: نمایش زمان، زنگ هشدار، کرونومتر، و تنظیم زمان/تاریخ.
- دکمه سمت راست، با برچسب «Alarm On-Off/24hr»، دکمه عملکرد است: در صورت استفاده، کرونومتر را شروع و متوقف می‌کند، تنظیمات در حال تنظیم را تغییر می‌دهد، یا بین حالت‌های ۱۲ و ۲۴ ساعته تغییر می‌کند. با فشار دادن هر سه دکمه به‌طور همزمان، تمام سلول‌های LCD پر می‌شود تا زمانی که هر دکمه ای دوباره فشار داده شود.[۱۰]

زمان یا تاریخ با سه بار فشار دادن دکمه پایین سمت چپ تنظیم می‌شود تا ساعت به حالت تنظیم زمان برسد. دکمه سمت چپ بالا برای چرخش در ثانیه، ساعت، دقیقه، ماه، تاریخ، روز و حالت عادی استفاده می‌شود. دکمه سمت راست برای تنظیم مقدار سلول چشمک زن نمایش داده شده استفاده می‌شود. برخلاف هر مقادیر دیگر، ثانیه‌ها را فقط می‌توان صفر کرد. اگر این اتفاق قبل از ۳۰ ثانیه رخ دهد، ساعت در ابتدای دقیقه فعلی صفر می‌شود. پس از ۳۰ ثانیه، دقیقه بعدی همان‌طور که نشان داده می‌شود شروع می‌شود. هنگامی که تنظیمات به پایان رسید، دکمه پایین سمت چپ را می‌توان یک بار فشار داد تا ساعت به حالت عادی بازگردد.
صفحه نمایش ساعت، روز هفته، روز ماه، ساعت، دقیقه، ثانیه و علائم PM در بعد از ظهر - یا ۲۴ ساعت (ساعت ۲۴ ساعته) - را در همه زمان‌ها، وضعیت نشان آلارم (نوار عمودی) و وضعیت نشانگر گذر ساعت (دو بیپ در گذر هر ساعت، نشان داده شده به صورت زنگ) را هنگام فعال شدن آنان را نشان می‌دهد.
در حالت کرونومتر، دقیقه، ثانیه و صدم ثانیه نشان داده می‌شود.

## استفاده در تروریسم

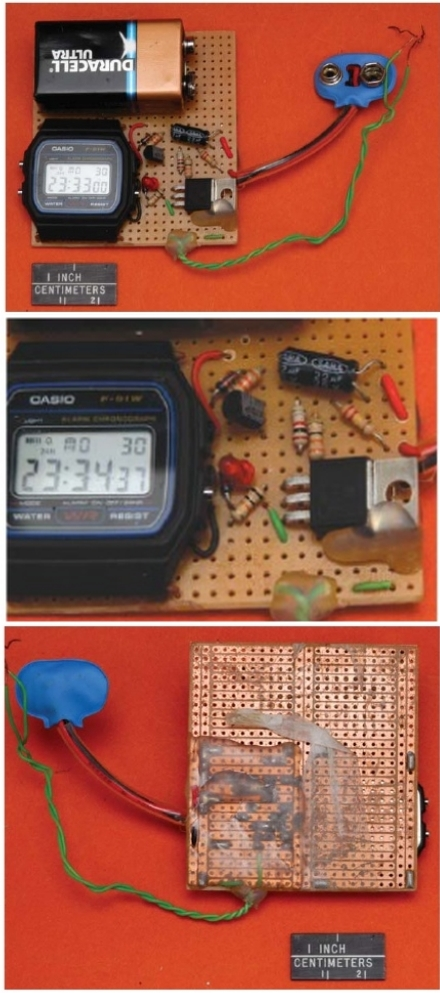
زمان سنج یک بمب ساعتی کشف شده که در آن از کاسیو اف-۹۱ دبلیو اسفاده شده.

بر اساس اسناد محرمانه صادر شده برای بازجویان در بازداشتگاه گوانتانامو، که توسط  گاردین منتشر شد: «ساعت دیجیتال کاسیو F-91W به عنوان «نشانه‌ای از {عضویت در} القاعده» و عاملی برای ادامه بازداشت زندانیان توسط تحلیلگران مستقر در خلیج گوانتانامو اعلام شد. اسناد توجیهی مورد استفاده برای آموزش کارکنان در ارزیابی سطح تهدید بازداشت شدگان جدید حاکی از آن است که داشتن F-91W و A159W - که به صورت آنلاین با قیمت ۴ پوند در دسترس است - نشان می‌دهد که استفاده‌کننده در ساخت بمب توسط القاعده در افغانستان آموزش دیده‌است.» مقامات اطلاعات نظامی ایالات متحده F-91W را به عنوان ساعتی که تروریست‌ها در ساخت بمب‌های ساعتی از آن استفاده می‌کنند، شناسایی کرده‌اند.
این ارتباط در مطالعه «Denbeaux» برجسته شد و ممکن است در برخی موارد نیز در خلیج گوانتانامو استفاده شده باشد. مقاله‌ای که در سال ۱۹۹۶ در واشینگتن پست منتشر شد، گزارش داد که عبدالحکیم مراد، ولی خان امین شاه و رمزی احمد یوسف تکنیک‌هایی را برای استفاده از ساعت‌های دیجیتال کاسیو برای منفجر کردن بمب‌های ساعتی توسعه داده‌اند. ساعت‌های کاسیو تقریباً ۱۵۰ بار در ارزیابی از زندانیان گوانتانامو ذکر شده‌است.

در ۱۲ ژوئیه ۲۰۰۶، مجله مادر جونز گزیده‌هایی از متن منتخبی از زندانیان گوانتانامو را ارائه کرد. مقاله به خوانندگان اطلاع می‌داد که:
بیش از ده‌ها زندانی به دلیل داشتن ساعت‌های دیجیتال ارزان قیمت، به ویژه "ساعت بدنام کاسیو از نوع استفاده شده توسط اعضای القاعده به عنوان فعال‌کننده بمب» ذکر شده‌اند.
در این مقاله به نقل از عبدالله کامل الکندری آمده‌است:
وقتی به من گفتند که کاسیو توسط القاعده استفاده می‌شود و ساعت برای مواد منفجره است، شوکه شدم. . . اگر این را می‌دانستم، آن را دور می‌انداختم. من احمق نیستم. ما چهار پیشنماز [در گوانتانامو] داریم. همه آنها این ساعت را می‌پوشند.

## انواع مدل‌های مختلف و یا مشابه با این ساعت

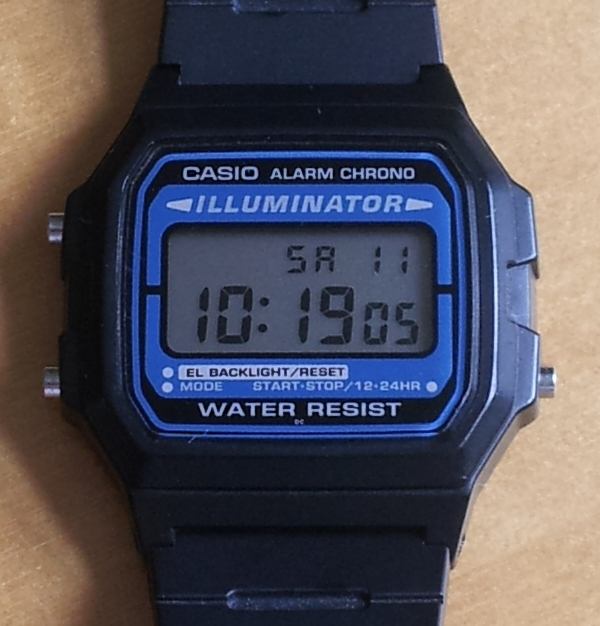
F105W
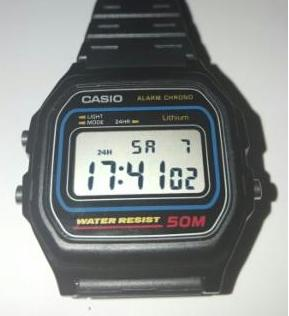
W59
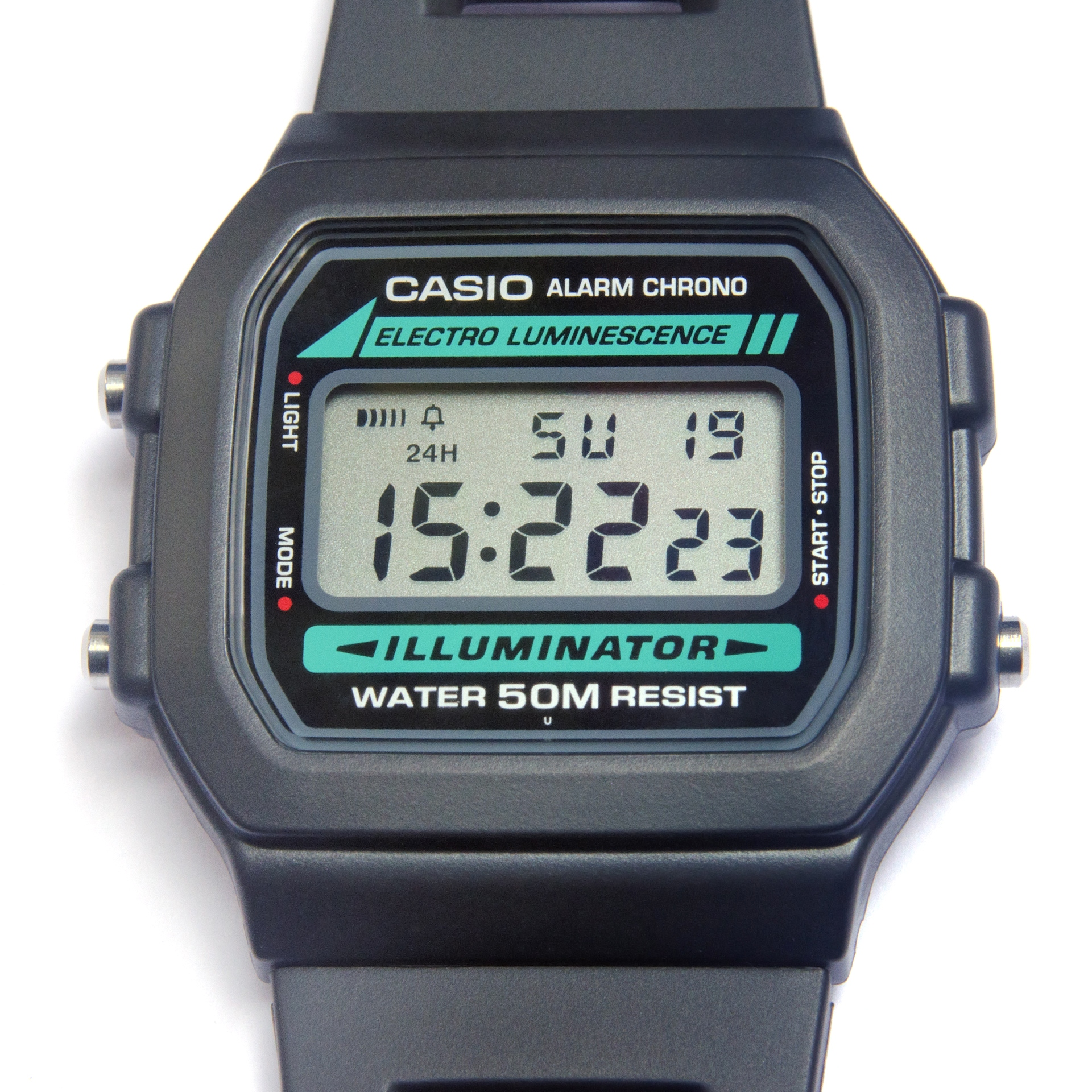
W86
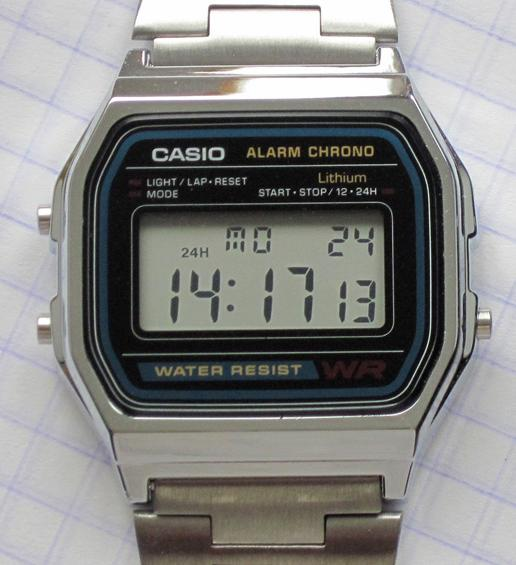
A158W

| نام مدل                                        | شرح |
| ---------------------------------------------- | --- |
| F-91-WC                                        | رنگ‌های نئون: نارنجی، آبی، سبز، صورتی، بژ و زرد |
| F-91-WM                                        | بدنه رنگی متالیک |
| F-84W                                          | مدل بازار داخلی ژاپن (JDM). از همان ماژول ۵۹۳ استفاده می‌کند، اما طراحی کیس بیشتر شبیه F-28W و F-87W قدیمی است. تفاوتی در بند آن نیز وجود دارد. |
| F-94W                                          | چیدمان آیکون دایره ای در نمایشگر |
| W59                                            | ضدآب تا ۵۰ متر |
| A158W, A159W, A163W, A164W                     | بند فولادی ضدزنگ |
| A159WGEA-1                                     | بند استیل، رنگ طلایی |
| F-105W, A168W, A168WG, A168WEGM, A168WEM, W-86 | مجهز به نور پس زمینه الکترولومینسانس به جای نور پس زمینه LED در انواع دیگر. موجود در رنگ مشکی با بند رزینی یا در رنگ‌های نقره ای یا طلایی با دستبند استیل ضدزنگ. چیدمان آیکون کمی متفاوت روی نمایشگر و قاب ضخیم‌تر به دلیل سیستم نور پس زمینه. برخی از نسخه‌ها دارای نمایشگر نگاتیو نیز هستند |
| LA680                                          | یک نوع کوچکتر که برای زنان عرضه شده‌است |
| F-91-WS                                        | رنگ‌های شفاف: آبی، صورتی، سفید و خاکستری |
| F-91W-3، F-91WG-9                              | مشابه F-91W اصلی است، اما دارای تزئینات سبز و طلایی به ترتیب روی صفحه‌اش است. |

- F105W
- W59
- W86
- A158W

## مدل‌های تقلبی

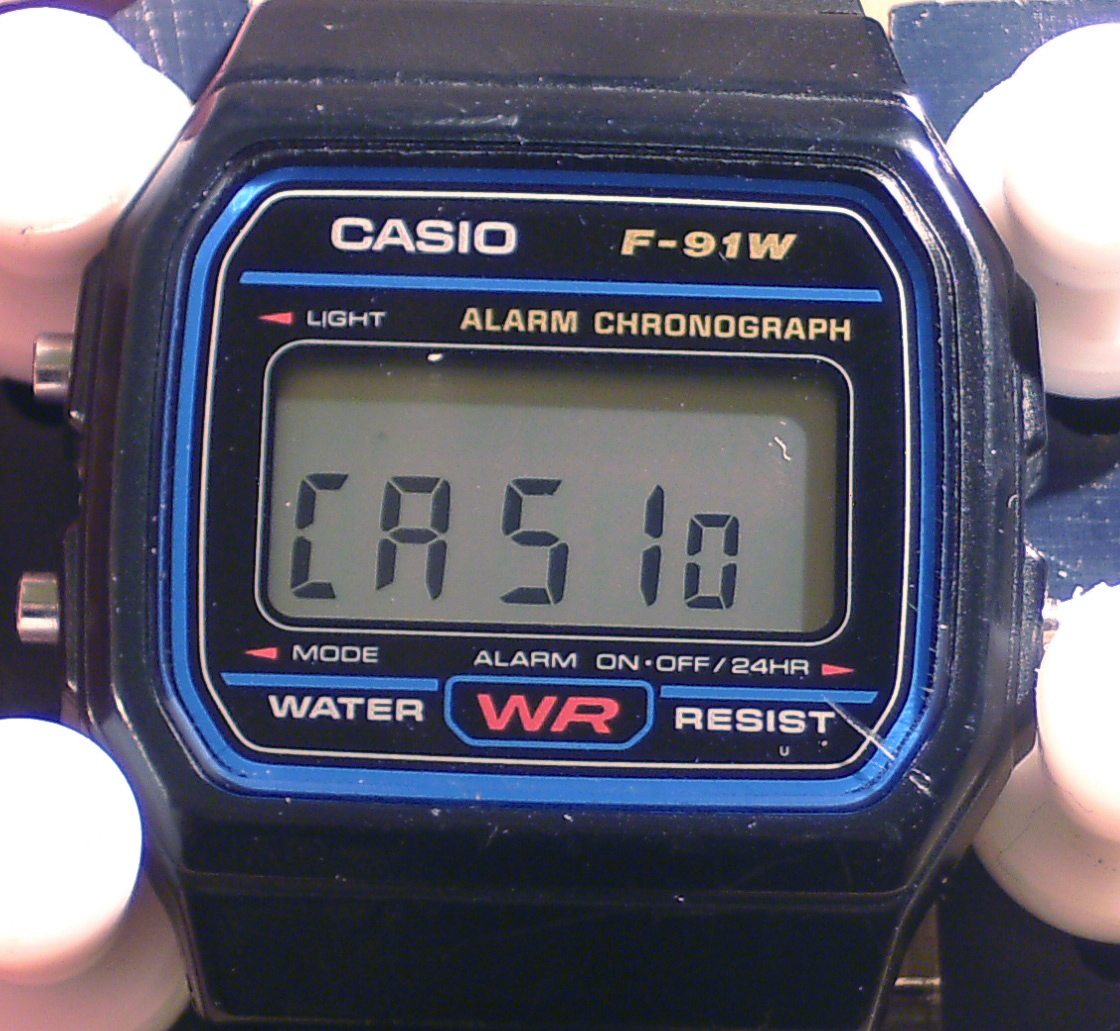
نگه داشتن دکمه سمت راست به مدت ۳ ثانیه در حالت نشانگر زمان اصلی، نمایشگر را به نمایش عبارت «CASIo» تغییر می‌دهد، که برای تشخیص مدل تقلبی آن مفید است. (قابل استفاده برای مدل‌های جدیدتر F-91W و انواع آن، از جمله F-94W و A158W)

مدل‌های تقلبی این ساعت با وجود قیمت پایین این ساعت بسیار رایج است. این مدل‌های تقلبی‌ها معمولاً دارای کیفیت ساخت پلاستیک پایین‌تری، زوایای دید LCD کمتری، صداهای بلندتر یا تیزتری و دارای دقت زمان‌سنجی به‌طور قابل توجهی کمتر از مدل‌های اصلی هستند. ماژول‌های جدیدتر با چراغ سبز LED را می‌توان با نگه داشتن دکمه سمت راست برای بیش از ۳ ثانیه در حالت نشانگر زمان اصلی آزمایش کرد. این عمل باعث می‌شود صفحه نمایش عبارت «CASIo» را به عنوان آزمایشی برای نشانی از اصالت ساعت نشان دهد. با این حال، با پیشرفت تکنولوژی، برخی از مدل‌های تقلبی نیز برای نشان دادن این علامت ساخته شده‌اند، اگرچه این مدل‌ها نسبتاً غیر معمول هستند. تنها روش‌های تشخیصی دیگر عبارتند از ارزیابی کیفیت کلی ساخت، دقت زمان‌بندی، زاویه دید نمایشگر و کیفیت و نمونه چاپ روی صفحه ساعت می‌باشد.